# Mary Esther Harding
Mary Esther Harding (5 de agosto de 1888–1971) fue considerada la primera analista junguiana significativa en los Estados Unidos.

## Vida personal
María Esther Harding nació en Shropshire, Inglaterra como la cuarta hija de los seis hijos que tuvo su padre, un odontólogo. Era una ávida lectora y fue instruida en casa hasta los once años de edad. Persiguiendo su objetivo de llegar a ser doctora misionera asistió a la Escuela de Londres de Medicina para Mujeres, donde terminó la carrera en 1914 en una clase de nueve estudiantes. Por entonces era una interna en la Enfermería Real de Londres, el primer hospital de Londres en aceptar mujeres internas. Sería aquí donde escribiría su primer libro, El fracaso circulatorio de la Difteria, contrayendo más tarde dicha enfermedad.
Después de su recuperación, una amiga llamada Constance Long le proporcionó la traducción llevada a cabo por Beatriz Hinkle de la obra de Carl Gustav Jung La psicología del inconsciente, conduciéndola hacia la psicología analítica con un pequeño grupo de estudiantes simpatizantes en la casa de Küsnacht de Jung, en Zúrich, Suiza.

## Psicología analítica
En 1919, Eleanor Bertine y Kristine Mann viajaron a Zúrich después de una Conferencia Internacional de Mujeres Médicas. Eleanor Bertine y Esther Harding desarrollaron allí una estrecha relación y en 1924 decidieron trasladarse a Nueva York. Cada año viajarían a Zúrich para dos meses de análisis y pasar los veranos en la Isla Bailey, Maine, la casa de verano hereditaria de Kristine Mann. Allí estuvieron viendo analizandos de los Estados Unidos y Canadá en un emplazamiento tranquilo, confortable, lejos de las distracciones de la vida diaria y conducente a las experiencias profundas de lo inconsciente.

## Comunidad junguiana
María Esther Harding se hizo influyente en la comunidad de psicología analítica de Nueva York, una prodigiosa escritora y una conferenciante frecuente en los Estados Unidos y Canadá. Su primer libro junguiano titulado El Camino de Todas las Mujeres (The Way of All Women) fue un best seller al instante, fue traducido en muchas lenguas y ha iniciado a muchas personas en psicología junguiana. Harding escribió muchos otros libros bien conocidos, incluyendo: La energía psíquica (Psychic Energy), Los misterios de la mujer (Women's mysteries), La imagen paternal (The Parental Image), y El yo y no yo (The I and not I), con numerosos escritos relacionados con una variedad temática que va desde la depresión a la religión.
Harding también ayudó en la fundación de muchas organizaciones junguianas, como el Club de psicología analítica de Nueva York (The Analytical Psychology Club) en 1936, la Sociedad médica para la psicología analítica. División oriental (The Medical Society for Analytical Psychology. Eastern Divisionen) en 1946 y la Fundación C. G. Jung de psicología analítica (C. G. Jung Foundation for Analytical Psychology) en 1963.

## Obra
- The Circulatory Failure of Diphtheria: A thesis for the degree of Doctor of Medicine in the University of London, University of London Press (1920), ASIN B00087EDZI
- The Way of All Women, Putnam Publishing (New York, 1970). ISBN 1-57062-627-8
- Psychic Energy, its source and goal, ASIN B00005XR4E
- Woman's Mysteries (ancient and modern: A psychological interpretation of the feminine principle as portrayed in myth, story, and dreams), Pantheon; A new and rev. ed edition (1955), ASIN B0006AU8SI
- The Parental Image: Its injury and reconstruction; a study in analytical psychology, Published by Putnam for the C. G. Jung Foundation for Analytical Psychology (1965), ASIN B0006BMVIM
- The I and the Not-I. Bollingen (January 1, 1974), ISBN 0-691-01796-4
- The Value and Meaning of Depression, Analytical Psychology Club (June, 1985), ISBN 0-318-04660-1
- A short review of Dr. Jung's article Redemption ideas in alchemy, ASIN B0008C5SP2
- The mother archetype and its functioning in life, Analytical Psychology Club of New York City (1939), ASIN B00089E47S
- Afterthoughts on The Pilgrim, Analytical Psychology Club of New York (1957), ASIN B0006RJAD0
- Inward Journey, Sigo Pr; 2nd edition (October, 1991), ISBN 0-938434-61-6
- Way of All Women: a Psychological Interpretation, Harpercollins Publisher (January 1, 1975), ISBN 0-609-03996-2
- Journey Into Self, Longmans Green & Co., 1956
- Woman's Mysteries: Ancient & Modern, Longmans Green & Co., 1935
- The Way of All Women, Longmans Green & Co., 1933

## Edición en castellano
- Harding, Mary Esther, Los misterios de la mujer, Barcelona: Ediciones Obelisco, 2005. ISBN 978-84-9777-214-3

- Datos: Q3296177